# マラウイ・ポンド
マラウイ・ポンド（英語: Malawian pound）は、1964年から1971年までマラウイ共和国で用いられていた通貨単位。1964年のローデシア・ニヤサランド連邦からの分離独立に伴い、ローデシア・ニヤサランド・ポンドと等価としてマラウイ・ポンドが導入された。1971年にマラウイ・ポンドは、マラウイ・クワチャに置き換えられた。レートは2クワチャ=1ポンド。
| 先代 ローデシア・ニヤサランド・ポンド 理由：独立 比率：等価 | マラウイの通貨 1964 – 1971 | 次代 マラウイ・クワチャ 比率：2クワチャ = 1ポンド |